# Raszyn. 1809
Raszyn. 1809 – polski fabularyzowany film dokumentalny z 1977 roku.
Fabuła filmu obejmuje historię Księstwa Warszawskiego. Rozpoczyna się w roku 1806, wkroczeniem wojsk Napoleona Bonaparte ziemie polskie zaboru pruskiego. Kończy się kompanią galicyjską w 1809 roku. Ważnym elementem filmu jest ważna dla Polaków bitwa z Austriakami pod Raszynem.
Film omawia przy okazji także okoliczności historyczne, w jakich powstawało Księstwo Warszawskie. Opisuje próby odtwarzanie polskiej państwowości, przerwanej przez zabory, m.in. w zakresie sądownictwa i oświaty. Film prezentuje też stosunek Napoleona do sprawy polskiej.

## Obsada
- Ignacy Machowski – Tomasz Ostrowski, narrator filmu
- Stanisław Zaczyk – książę Józef Poniatowski
- Grzegorz Warchoł – Napoleon Bonaparte
- Józef Fryźlewicz – Jan Henryk Dąbrowski
- Andrzej Antkowiak – generał austriacki ustalający warunki kapitulacji
- Andrzej Mrożewski – arcyksiążę
- Ryszard Bacciarelli – marszałek rozmawiający z warszawiakami
- Seweryn Butrym – Ignacy Potocki, członek delegacji u Napoleona
- Czesław Byszewski – Stanisław Staszic
- Włodzimierz Bednarski – oficer
- Teodor Gendera – członek delegacji Izby Najwyższej Administracji Wojennej
- Jerzy Kaliszewski – Feliks Franciszek Łubieński, minister sprawiedliwości
- Mirosław Konarowski
- Marek Lewandowski – podpułkownik Male
- Stanisław Niwiński – Jan Łuszczewski, minister spraw wewnętrznych
- Włodzimierz Nowakowski
- Bogusław Sochnacki – ranny generał
- Eugeniusz Kamiński – generał Sokolnicki; nie występuje w czołówce
- Jerzy Karaszkiewicz – Matuszewicz, członek delegacji u Napoleona; nie występuje w czołówce
- Krzysztof Kołbasiuk – oficer; nie występuje w czołówce
- Zbigniew Kryński – członek delegacji Izby Najwyższej Administracji Wojennej; nie występuje w czołówce
- Jerzy Moes – generał dywizji przy ustalaniu warunków kapitulacji; nie występuje w czołówce